# Park Narodowy Ayubia
Park Narodowy Ayubia (urdu ‏ایوبیہ ملی باغ‎) – park narodowy w północnej części Pakistanu. Jest położony w dystrykcie Abbottabad w prowincji Chajber Pasztunchwa. Park został utworzony w 1984 roku. Park otrzymał swoją nazwę dla uczczenia drugiego prezydenta Pakistanu Muhammada Ayuba Khana.

## Opis
Park narodowy Ayubia został utworzony 17 kwietnia 1984 roku w celu ochrony lasów strefy umiarkowanej. W 1998 roku obszar parku został powiększony z 1684 ha do obecnego rozmiaru 3312 ha.

## Flora
Na terenie parku stwierdzono występowanie około 200 gatunków roślin zielnych i krzewów oraz około 10 gatunków drzew nagonasiennych.
W parku stwierdzono występowanie takich gatunków jak: Quercus dilatata, Quercus incana, Abies pindrow, cis Wallicha (Taxus wallichiana), Aesculus indica, świerk himalajski (Picea smithiana), cedr himalajski (Cedrus deodara), sosna himalajska (Pinus wallichiana), Cornus macrophylla, Acer  caesium, czeremcha zwyczajna (Padus avium), Aesculus indica, bluszcz himalajski (Hedera nepalensis), Euphorbia wallichii, wiechlina łąkowa (Poa pratensis), Adiantum caudatum, mięta długolistna (Mentha longifolia), pokrzywa zwyczajna (Urtica dioica), cykoria podróżnik (Cichorium intybus), babka zwyczajna (Plantago major), klinopodium pospolite (Clinopodium vulgare), kokoryczka okółkowa (Polygonatum verticillatum), Rumex nepalensis, iglica pospolita (Erodium cicutarium), bergenia orzęsiona (Bergenia ciliata).

## Fauna
Stwierdzono występowanie co najmniej 22 gatunków ssaków. Na terenie parku zaobserwowano gatunki takie jak: Suncus murinus tytleri, zębiełek kaszmirski (Crocidura pullata), Macaca  mulatta villosa, szakal złocisty (Canis aureus), Vulpes vulpes griffithi, kuna żółtogardła (Martes flavigula), Paguma larvata grayi, Prionailurus bengalensis trevelyani, Panthera pardus millardi, Petaurista petaurista albiventer, lasolotka kaszmirska (Eoglaucomys fimbriatus), myszarka kaszmirska (Apodemus rusiges), Mus musculus bactrianus, kaszmirek stokowy (Hyperacrius wynnei).